# Жад

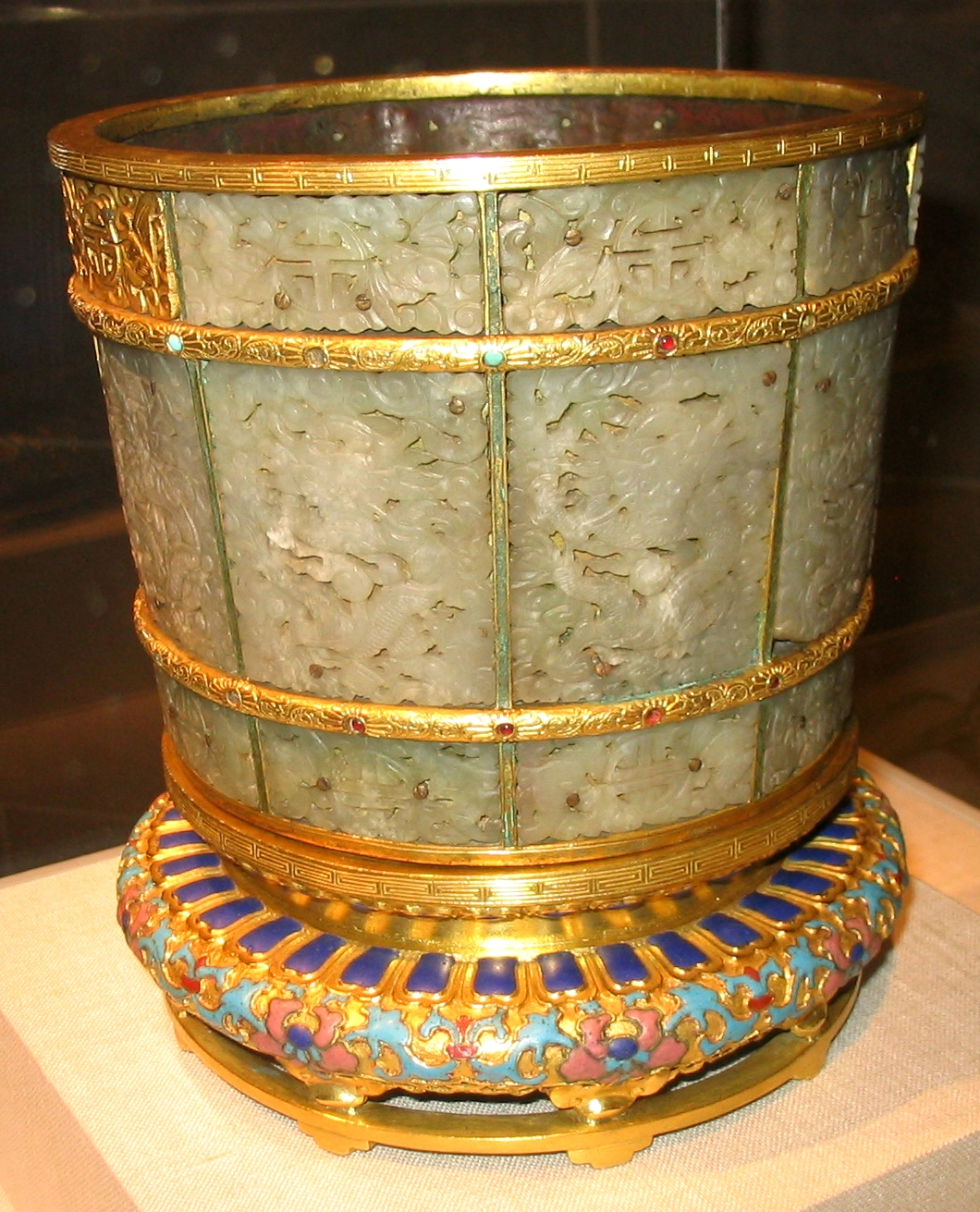
Изделие из жада и драгоценных металлов, Китай, династия Цин

Жад — общее название минералов жадеита и нефрита. Название происходит от исп. piedra de ijada — «камень бока» и было дано испанскими конкистадорами при покорении Америки в связи с приписываемыми камню свойствами талисмана, якобы излечивающего почечные болезни, в частности, почечнокаменную болезнь по традиционному принципу «подобное излечивается подобным» (лат. similia similibus curantur). Впервые это выражение упоминается в известной книге Н. Монардеса 1569 года издания.
В 1863 году французский учёный А. Демур обнаружил, что этот вязкий камень, известный человеку несколько тысячелетий, может быть двумя разными минералами. В геммологии жадом могут неправильно называть многие зелёные непрозрачные минералы, так как на глаз различить их трудно.
Жад можно спутать с агальматолитом, амазонитом, авантюрином, гроссуляром, праземом, пренитом, серпентином, смитсонитом, хризопразом.
От названия жада произошло имя Джейд.

## Применение
В древние времена жад из-за своей прочности и вязкости применялся для изготовления инструментов, орудий труда и оружия. В Китае жад использовался для изготовления предметов культа и знаков государственной власти. В Америке индейцами жад ценился дороже золота. После вторжения завоевателей искусство резьбы по жаду, которым виртуозно владели древние индейцы, было утрачено. В Китае искусство резьбы по жаду развивается до сих пор. Там обрабатывается не только местный нефрит, но и завозимый из Мьянмы жадеит. Наиболее известны центры художественного ремесла в Гонконге, Пекине и Гуанчжоу.
Существует много имитаций жада. Среди них наиболее известны дублеты — пластинки из невзрачного минерала покрываются просвечивающим жадеитом, приклеиваются зелёным клеем. Для улучшения цвета проводят окрашивание минерала.
Является символом канадской провинции Британская Колумбия.